# Operațiunea Pânza de Păianjen

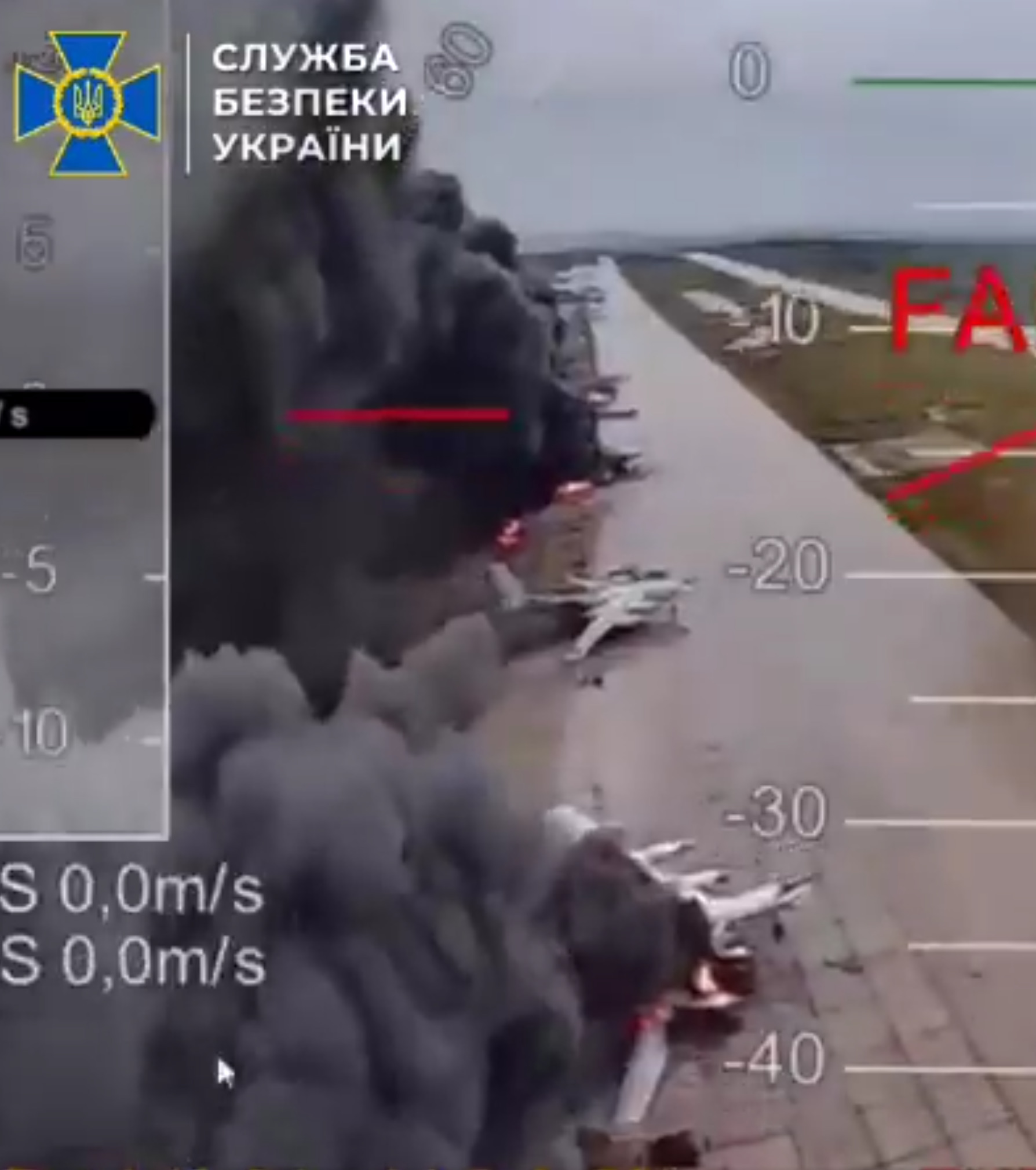
Avioane Tu-95 în flăcări la una dintre bazele atacate

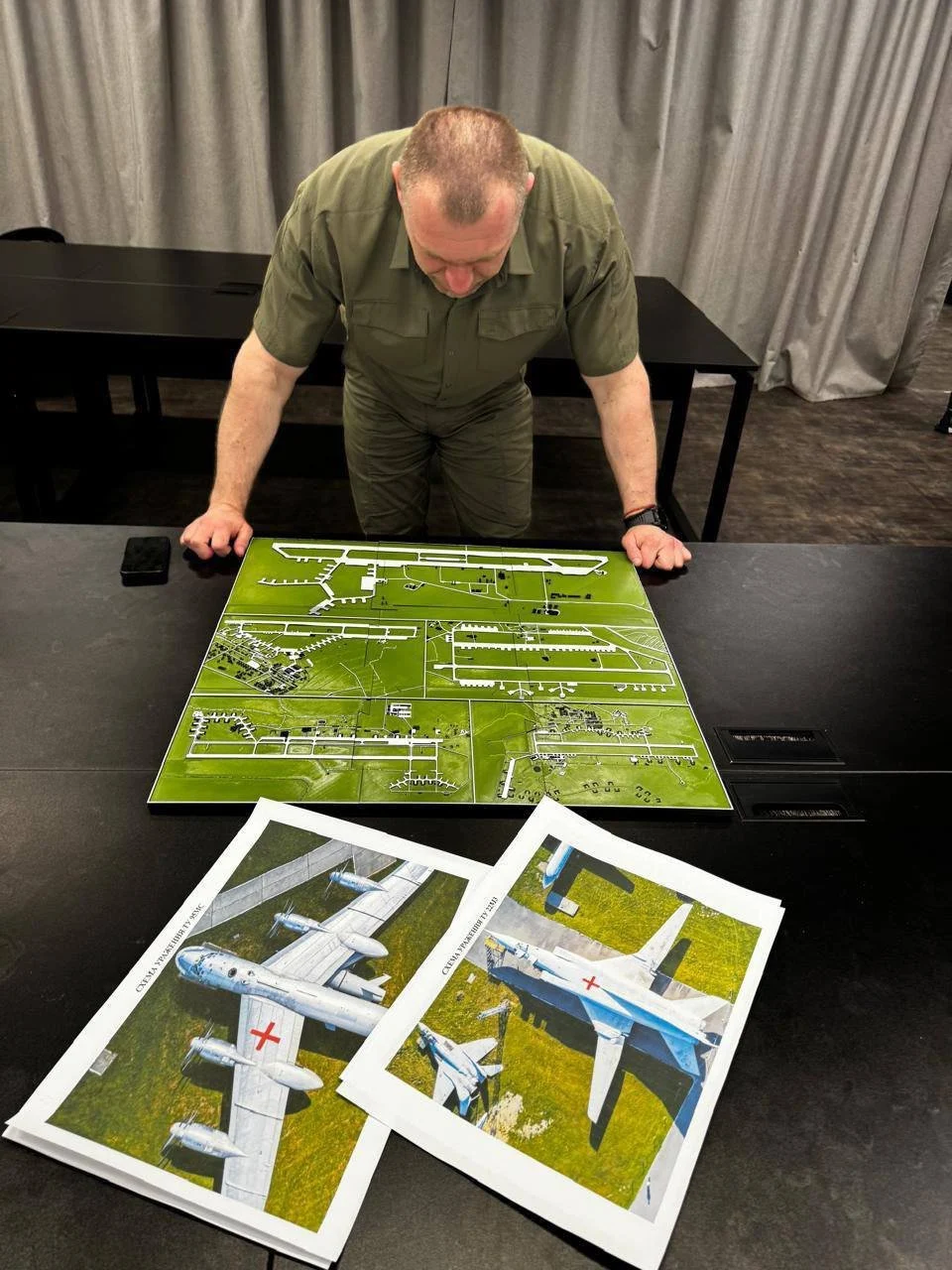
Șeful SBU, vizualizând imagini din satelit ale aerodromurilor militare rusești (în sensul acelor de ceasornic: Olenia, Ivanovo Severnîi, Ukrainka, Belaia și Deaghilevo) și fotografii ale bombardierelor strategice Tu-95MS (stânga) și Tu-22M3 (dreapta)

Operațiunea „Pânza de Păianjen” (în ucraineană Операція «Павутина», transliterat: Operațiia «Pavutîna») a fost un atac cu drone desfășurat în secret de Serviciul de Securitate al Ucrainei (SBU) în interiorul Rusiei la 1 iunie 2025, în cadrul Războiului Ruso-Ucrainean. Atacurile coordonate au vizat aviația cu rază lungă de acțiune a Forțelelor Aeriene Ruse în cinci baze aeriene (Belaia, Deaghilevo, Ivanovo Severnî, Olenia și Ukrainka) utilizând drone ascunse și lansate din camioane aflate pe teritoriul Rusiei.
A fost cel mai mare atac cu drone asupra bazelor aeriene ruse de până atunci în cadrul conflictului, implicând 117 drone care, potrivit oficialilor ucraineni, au avariat peste 40 de aeronave. Operațiunea a fost remarcabilă pentru acoperirea sa geografică fără precedent, care a cuprins cinci regiuni din cinci fusuri orare. Potrivit analiștilor în informații din surse deschise (OSINT), cel puțin 13 aeronave militare au fost lovite în două dintre bazele vizate, conform imaginilor satelitare și filmărilor disponibile. Președintele Ucrainei a declarat că a durat 18 luni și 9 zile de la începutul planificării până la executarea operațiunii.

## Operațiune
Până la 117 drone ucrainene de tip FPV (first-person view) au vizat cinci baze aeriene rusești. SBU susține că a lovit peste 40 de aeronave militare ruse, inclusiv bombardiere strategice Tu-160, Tu-95 și Tu-22M, precum și un avion de avertizare timpurie și control aerian A-50. În urma atacurilor, oficialii ruși au anunțat stare de urgență în ceea ce privește bazele aeriene Engels și Morozovsk din cauza unei posibile amenințări aeriene la adresa acestor baze.
Potrivit oficialilor ucraineni, loviturile au deteriorat o treime din flota strategică de bombardiere purtătoare de rachete de croazieră a Rusiei, estimată la o valoare totală de 7 miliarde de dolari americani, printre acestea se numără bombardierele strategice nucleare Tupolev. Multe dintre avioanele lovite erau modele vechi, ieșite din producție încă de la destrămarea Uniunii Sovietice în 1991, ceea ce le face foarte dificil de înlocuit.
Ministerul Apărării al Federației Ruse a calificat operațiunea drept un „atac terorist”, menționând că au avut loc atacuri asupra bazelor aeriene din cinci regiuni ale Rusiei, dar a susținut că în trei dintre acestea atacurile au fost respinse. Ministerul a confirmat avarierea unor aeronave la bazele Olenya și Belaya. Ministerul Apărării a declarat că mai mulți „participanți” au fost arestați. În contrast, președintele Ucrainei a afirmat că toți agenții ucraineni au fost retrași în siguranță din Rusia. BBC a relatat că șoferii camioanelor cu drone au declarat că transportau în mod aparent nevinovat „cabane din lemn” și că au primit indicații prin telefon unde să le parcheze.
Editorialistul Bernard-Henri Lévy a afirmat că aceasta a fost una dintre cele mai mari lovituri date Rusiei de la începutul invaziei, alături de scufundarea crucișătorului Moskva, distrugerea podului Crimeei, retragerile flotei ruse din Marea Neagră către Novorossiisk și ofensiva de la Kursk din 2024.